# Ljuta (Konavle)
Ljuta falu Horvátországban, Dubrovnik-Neretva megyében. Közigazgatásilag Konavle községhez tartozik.

## Fekvése
A Dubrovnik városától légvonalban 26, közúton 31 km-re délkeletre, községközpontjától légvonalban 14, közúton 16 km-re délkeletre, a Sniježnica-hegység lábánál, a konavlei mező északi peremén, a Ljuta-folyó mentén fekszik. 

## Története
A település nevét az azonos nevű vízfolyásról kapta, amely a határában ered és amely mellett fekszik. Első ismert lakói az illírek voltak, akik magaslatokon épített erődített településeken éltek és kőből rakott halomsírokba temetkeztek. Halomsírjuk maradványai megtalálhatók a település területén is. A rómaiak az i. e. 2. században győzték le az illíreket és Epidaurum központtal e területet is a birodalomhoz csatolták. A római uralom emlékei annak az akvaduktnak a pillérei, melyen a vodovođai források vízét szállították Epidaurum ellátására. A római hatalmat a népvándorlás vihara rengette meg. A Nyugatrómai Birodalom bukása után a keleti gótok özönlötték el a térséget, őket 537-től 1205-ig kisebb megszakításokkal a bizánciak követték. A 7. században avarok és a kíséretükben érkezett szlávok, a mai horvátok ősei árasztották el a területet. A várakat lerombolták és az ellenálló lakosságot leöldösték. Így semmisült meg a mindaddig fennálló Epidaurum. A túlélő lakosság előbb az északnyugatra fekvő Župára, majd Raguzába menekült. 
Területe középkorban Travunja része volt, mely Dél-Dalmácián kívül magában foglalta a mai Hercegovina keleti részét és Montenegró kis részét is. Travunja sokáig a szerb, a zétai és bosnyák uralkodók függőségébe tartozó terület volt. A Raguzai Köztársaság Konavle keleti részével együtt 1419-ben vásárolta meg bosnyák urától. A pridvorjei plébániát, melyhez Ljuta is tartozik 1584-ben alapították. A falu Keresztelő Szent János tiszteletére szentelt templomát a 17. században építették. Az 1806-ban a Konavléra rátörő orosz és montenegrói sereg a település házait is kifosztotta, közülük sokat fel is gyújtottak. A köztársaság bukása után 1808-ban Dalmáciával együtt ez a térség is a köztársaságot legyőző franciák uralma alá került, de Napóleon bukása után 1815-ben a berlini kongresszus Dalmáciával együtt a Habsburgoknak ítélte. 1857-ben 248, 1910-ben 239 lakosa volt. 1918-ban az új szerb-horvát-szlovén állam, majd később Jugoszlávia része lett. A délszláv háború idején 1991 októberében a jugoszláv hadsereg, valamint szerb és montenegrói szabadcsapatok foglalták el a települést, melyet kifosztottak és felégettek. A lakosság nagy része a jól védhető Dubrovnikba menekült és csak 1992 októberének végén térhetett vissza. A háború után rögtön megindult az újjáépítés. A településnek 2011-ben 194 lakosa volt. Lakói főként mezőgazdasággal, állattartással foglalkoztak. 

## Népesség
| Lakosság változása | Lakosság változása | Lakosság változása | Lakosság változása | Lakosság változása | Lakosság változása | Lakosság változása | Lakosság változása | Lakosság változása | Lakosság változása | Lakosság változása | Lakosság változása | Lakosság változása | Lakosság változása | Lakosság változása | Lakosság változása | Lakosság változása |
| ------------------ | ------------------ | ------------------ | ------------------ | ------------------ | ------------------ | ------------------ | ------------------ | ------------------ | ------------------ | ------------------ | ------------------ | ------------------ | ------------------ | ------------------ | ------------------ | ------------------ |
| 1857               | 1869               | 1880               | 1890               | 1900               | 1910               | 1921               | 1931               | 1948               | 1953               | 1961               | 1971               | 1981               | 1991               | 2001               | 2011               | 2021               |
| 248                | 255                | 276                | 291                | 282                | 239                | 207                | 206                | 208                | 215                | 194                | 213                | 201                | 214                | 192                | 194                | 183                |

## Nevezetességei
- Keresztelő Szent János tiszteletére szentelt temploma[4] a temetőben áll. A 17. században építették egy régebbi templom helyén, amelyet a 15. században a Szent Cirill-templomként említenek. 1979-ben egy földrengés megrongálta, mely után Stijep Butijer tervei szerint építették újjá. A templom Gornja és Donja Ljuta között egy kis dombon található, a 16. században alapított pridvorjei plébániához tartozik. A templom körül egy nagy középkori temető maradványai találhatók, 27 megmaradt sírkövvel, amelyek egy részét a mára lebontott előcsarnokba építették. A templom egyhajós, téglalap alaprajzú, markáns apszis nélküli épület, oromfalán harangdúccal. Az oldalfalak egy-egy négyzet alakú ablakkal vannak tagolva. A régebbi templom mellett 1990-ben egy újat is építettek, a templomudvar szélén pedig egy újabb temető található.

- Régi malmok és római akvadukt tartópillérei a Ljuta-folyónál.